# 有川由紀
有川 由紀（ありかわ ゆき、1946年〈昭和21年〉8月27日 - ）は、日本の女優・ファッションモデル。本名は、斎藤 由紀子（さいとう ゆきこ）旧姓は、横山。夫は映画監督の斎藤耕一。
山梨県甲府市生まれ、東京都八王子市万町生まれ。

## 経歴
会社員の父の二男二女の長女。小学校時代からかわいらしさを買われ、学芸会の花形だった。東京都立町田高校3年在学中に雑誌『女学生の友』（小学館）が募集した「ミス・ジュニア・フラワー」に入賞し、洋服や着物モデルとして雑誌のグラビアを飾った。同じく「ミス・ジュニア・フラワー」に入賞した早瀬久美と二人でヨーロッパを旅行した。高校卒業後、NHKに就職。総務部総務課に配属され、応接係として受付に勤務。
1965年、NHKを訪れた中村登監督の目にとまり、1966年6月11日公開の『紀ノ川』（松竹）に司葉子、岩下志麻に伍する大役で出演し、NHKを退社し松竹に入社した。1970年フリー。1974年6月、映画監督の斎藤耕一と結婚し芸能界から離れた。

## 出演

### 映画
- 紀ノ川（1966年、松竹）
- おはなはん（1966年、松竹）
- レッツゴー!高校レモン娘（1967年、松竹）
- シンガポールの夜は更けて（1967年、松竹）
- 七つの顔の女（1969年、松竹）
- 海はふりむかない（1969年、松竹）
- 野良猫ロック セックス・ハンター（1970年、日活）
- 東京・パリ青春の条件（1970年、松竹・ワールドプロ
- 新兄弟仁義（1970年、東映）
- スパルタ教育くたばれ親父（1970年、日活）

### テレビドラマ
- 木下恵介劇場 あこがれ[2]（1965年、TBS）
- 捜査検事（レギュラー[1]、TBS）
- 何処へ（1966年 - 1967年、日本テレビ）
- ナショナル劇場（TBS）
  - 大岡越前 （C.A.L）
    - 第1部 - お市
      - 第19話「悪魔の人形使い（前篇）」（1970年7月20日）
      - 第20話「悪魔の人形使い（後篇）」（1970年7月27日）

    - 第2部
      - 第13話「卍組始末記」（1971年8月9日） - 毬
      - 第27話「小西屋事件」（1971年11月25日） - お光

    - 第3部
      - 第13話 「恐怖の連判状」（1972年9月3日） - あかね
      - 第22話 「血ぬられた密書」（1972年11月13日） - 初音

  - 水戸黄門（C.A.L） 
    - 第3部
      - 第4話「人刈り -三島-」（1971年12月20日） - お雪 ※再放送欠番
      - 第15話「忍の掟 -伊賀上野-」（1972年3月6日） - 茜

    - 第4部 - 久美
      - 第1話「旅たちの歌 -水戸・江戸-」（1973年1月22日）
      - 第2話「天狗馬鹿 -忍-」（1973年1月29日）
      - 第6話「越後血風縁 -高田-」（1973年2月28日）
- 銭形平次（出演回不明、フジテレビ）